# Rhomantis moultoni
Rhomantis moultoni är en bönsyrseart som beskrevs av Giglio-tos 1915. Rhomantis moultoni ingår i släktet Rhomantis och familjen Hymenopodidae. Inga underarter finns listade i Catalogue of Life.